# Dugi Do
Dugi Do este un sat din comuna Cetinje, Muntenegru. Conform datelor de la recensământul din 2003, localitatea are 15 locuitori (la recensământul din 1991 erau 25 de locuitori).

## Demografie
În satul Dugi Do locuiesc 12 persoane adulte, iar vârsta medie a populației este de 52,8 de ani (34,5 la bărbați și 65,1 la femei). În localitate sunt 9 gospodării, iar numărul mediu de membri în gospodărie este de 1,67.
|  |

| Demografie | Demografie | Demografie |
| An         | Locuitori  | Locuitori  |
| ---------- | ---------- | ---------- |
|            |            |            |
|            |            |            |
|            |            |            |
|            |            |            |
| 1948       | 105        |            |
| 1953       | 86         |            |
| 1961       | 75         |            |
| 1971       | 44         |            |
| 1981       | 30         |            |
| 1991       | 25         | 25         |
| 2003       | 15         | 15         |

| \| Componența etnică conform recensământului din 2003[2] \| Componența etnică conform recensământului din 2003[2] \| Componența etnică conform recensământului din 2003[2] \| Componența etnică conform recensământului din 2003[2] \| Componența etnică conform recensământului din 2003[2] \| \| ----------------------------------------------------- \| ----------------------------------------------------- \| ----------------------------------------------------- \| ----------------------------------------------------- \| ----------------------------------------------------- \| \| \| \| \| \| \| \| Muntenegreni \| Muntenegreni \| \| 15 \| 100% \| \| necunoscută \| necunoscută \| \| 0 \| 0% \| |              |  |    |      |
| Componența etnică conform recensământului din 2003 |              |  |    |      |
| |              |  |    |      |
| Muntenegreni | Muntenegreni |  | 15 | 100% |
| necunoscută | necunoscută  |  | 0  | 0%   |